# Doroniceae
Doroniceae es una tribu de plantas con flores perteneciente a la subfamilia Asteroideae dentro de la familia de las asteráceas. 
Esta pequeña tribu fue creada por J.L.Panero recientemente como consecuencia de estudios moleculares.
Incluye plantas con flores amarillas y vistosas que se conocen popularmente con el nombre de corona de rey.
Tiene los siguientes géneros.

## Géneros
- Doronicum